# Quadricellaria
Quadricellaria är ett släkte av mossdjur. Quadricellaria ingår i familjen Quadricellariidae.
Kladogram enligt Catalogue of Life:
| Quadricellaria | \| \| Quadricellaria bocki \| \| \| \| \| \| Quadricellaria gigantea \| \| \| \| |
|                | \| \| Quadricellaria bocki \| \| \| \| \| \| Quadricellaria gigantea \| \| \| \| |
|                | Nellia                                                                           |
|                |                                                                                  |
|                | Nelliella                                                                        |
|                |                                                                                  |
|                | Quadricellara                                                                    |
|                |                                                                                  |
|                | Quadricellaria bocki                                                             |
|                |                                                                                  |
|                | Quadricellaria gigantea                                                          |
|                |                                                                                  |

|  | Quadricellaria bocki    |
|  |                         |
|  | Quadricellaria gigantea |
|  |                         |